# San Damiano al Colle
San Damiano al Colle (San Damian in dialetto oltrepadano) è un comune italiano di 609 abitanti della provincia di Pavia in Lombardia. Si trova nelle colline dell'Oltrepò Pavese, presso il torrente Bardonezza, ai confini con la provincia di Piacenza. Il paese si allunga a ferro di cavallo sul crinale di una collina ed è formato dai nuclei di Villa Marone, Boffalora, San Damiano, S.Giuliana. Inoltre, il comune comprende la frazione Mondonico, situata a 4,7 km dal centro del paese. La frazione è nota per essere stata, in passato, un comune indipendente e rivale di San Damiano: infatti, il comune di Mondonico, già noto nell'XI secolo e dove nel 1282, il monastero di San Pietro in Verzolo entrò in possesso di vasti fondi e della chiesa di San Lorenzo de Camporellis,  fu aggregato a San Damiano all'inizio del XIX secolo.

## Storia
San Damiano appartenne alla signoria feudale del vescovo di Tortona come parte del feudo di Portalbera fino al 1677; successivamente smembrato, fu ceduto per la somma di 60 lire al conte Galeazzo Mandelli di Pavia.
Con il trattato di Worms del 1743, San Damiano passò sotto il dominio di casa Savoia. La comunità di San Damiano era compresa nell'elenco delle terre e luoghi che hanno mandato un proprio rappresentante a Voghera alla riunione generale per l'elezione della congregazione dei possessori dei beni rurali, nella parte del principato di Pavia detta Oltrepò nel 1744.
Il 6 giugno 1775 viene approvato il regolamento per le "Amministrazioni de pubblici"; pur non avendo reperita una specifica documentazione relativa all'ordinamento comunale, si può ipotizzare che San Damiano fosse amministrato da un sindaco e da quattro consiglieri componenti un consiglio ordinario. Nella compartimentazione del 15 settembre 1775. San Damiano si trova inserito nel distretto di Voghera e, nel manifesto senatorio del 29 agosto 1789, stabilisce il riparto in tre cantoni della provincia di Voghera: San Damiano viene inserito nel terzo cantone di Broni.
Nel Febbraio del 1800, San Damiano viene inserito nel dipartimento di Marengo e nel circondario di Voghera. Nel Maggio del 1802, il prefetto del dipartimento di Marengo decreta la nomina dei consiglieri municipali in numero di 10, i quali dovranno restare in carica per tre anni. Nel 1805, in funzione del rimaneggiamento dell'amministrazione ligure-piemontese, voluta da Napoleone Bonaparte, San Damiano viene aggregata al dipartimento di Genova circondario di Voghera.
In base al regio editto del 27 ottobre 1815, per il nuovo stabilimento delle province dipendenti dal Senato di Piemonte e della loro distribuzione in mandamenti di giudicature e cantoni per le assise, San Damiano veniva inserito nel mandamento di Montù Beccaria, appartenente al secondo cantone della provincia di Voghera, sede di intendenza e prefettura e appartenente alla divisione di Alessandria. Dipendeva dal Senato di Casale, l'ufficio dell'insinuazione aveva sede in Casteggio e quello postale in Montù Beccaria. Per mezzo del regio editto del 10 novembre 1818 "portante una nuova circoscrizione generale delle provincie de' regi stati di terra ferma", la comunità di San Damiano viene inserita nel nono mandamento di Montù Beccaria, provincia di Voghera, divisione di Alessandria. Erano aggregate a San Damiano le frazioni di Villa Marone, Buffalora, Cascinali Casa Lunga, San Michele, Camporello e Mondonico: la popolazione contava 1 152 abitanti. Nel 1859, con l'annessione della Lombardia al Regno di Sardegna, San Damiano, con una popolazione di 1 324 abitanti, entra a far parte della provincia di Pavia e viene inserito nel IX mandamento di Montù Beccaria del circondario di Voghera.
Alla costituzione nel 1861 del Regno d'Italia, il comune aveva una popolazione residente di 1 438 abitanti (Censimento 1861). Sino al 1863, il comune mantenne la denominazione di San Damiano e successivamente a tale data, assunse la denominazione di San Damiano al Colle. In base alla legge sull'ordinamento comunale del 1865, il comune veniva amministrato da un sindaco, da una giunta e da un consiglio.

### Simboli
Il gonfalone è un drappo di bianco.

## Società

### Evoluzione demografica
Abitanti censiti

## Amministrazione

### Comunità montane
Faceva parte della fascia bassa della comunità montana Oltrepò Pavese.